# Douglas Reeman
Douglas Reeman, (ur. 15 października 1924 w Thames Ditton, zm. 23 stycznia 2017 w Cobham) – brytyjski pisarz, autor powieści marynistycznych.

## Życiorys
W 1940, w wieku 16 lat wstąpił do Royal Navy, gdzie dosłużył się rangi porucznika.
Jako powieściopisarz zadebiutował w 1958 książką A Prayer for the Ship, którą wydał pod pseudonimem Alexander Kent. Twórczość Reemana związana jest z dziejami Royal Navy i Royal Marines od XVIII do XX wieku.
Douglas Reeman pod pseudonimem Alexander Kent opublikował m.in.: liczący obecnie dwadzieścia dziewięć powieści cykl opowiadający o karierze dwóch fikcyjnych oficerów Royal Navy – Richarda Bolitho (1756–1815) i jego bratanka Adama (1780–?).
Richard Bolitho rozpoczął służbę w wieku 12 lat w 1768 i zginął jako admirał w czasie 100 dni Napoleona.

## Twórczość
- Surface with daring – pol. wydanie: Śmiało na powierzchnię!, 1992
- The iron pirate – pol. wydanie: Żelazny pirat, 1996
- Battlecruiser – pol. wydanie: Ostatni krążownik, 2001

## Seria o Richardzie Bolitho
- Richard Bolitho, Midshipman (1975)
- Midshipman Bolitho and the 'Avenger'  (1978)
- Band of Brothers (2005)
- Stand into Danger (1980)
- In Gallant Company (1977)
- Sloop of War (1972)
- To Glory We Steer (1968)
- Command a King's Ship (1973)
- Passage To Mutiny (1976)
- With All Despatch (1988)
- Form Line of Battle! (1969)
- Enemy in Sight! (1970)
- Flag Captain (1971)
- Signal – Close Action! (1974)
- The Inshore Squadron (1977)
- A Tradition of Victory (1981)
- Success to the Brave (1983)
- Colours Aloft (1986)
- Honour This Day (1987)
- The Only Victor (1990)
- Beyond The Reef (1992)
- The Darkening Sea (1993)
- For My Country's Freedom (1995)
- Cross of St. George (1996)
- Sword of Honour (1998)
- Second to None (1999)
- Relentless Pursuit (2001)
- Man of War (2003)
- Heart of Oak (2007)
- In the King's Name (2011)